# Ихтиярова, Марьям
Марьям Ихтиярова (Ихтиёрова) (21 апреля 1939 — 22 марта 2022) — советская и узбекская актриса театра и кино, народная артистка Узбекистана (1997).

## Биография
Родилась 21 апреля 1939 года в Янгиарыкском районе Хорезмской области, девичья фамилия Рузметова. В 1945 году переехала с родителями в Шаватский район.
Окончила Ташкентский театрально-художественный институт (1963).
С 1959 года выступала на сцене Узбекского театра драмы и комедии им. Мукими.
Лучшие роли: Любовь («Два браслета»), Халима («Халима»), Обидахан («Альтернатива»), Холишон («Холишон»), Менгли («Махтум-кулы»), Джумагул («Каракалпакская дочь»), Ханума («Госпожа Ханума»), Райхона («Смотрины перед свадьбой»), Кутлугни-гор («Каждый может сделать джафу»), Зубайра («Конкурс женихов»), Кайнона («Супер свекровь») и другие.
Снималась в фильмах «Невеста из Вуадиля» (1984), «Бомба» (1995), «Моя любовь» (2014) и другие. Участвовала в различных радио- и телепрограммах.
Народная артистка Узбекистана (1997). В 2016 году награждена медалью «Шухрат».
Умерла 22 марта 2022 года.
Муж — Бахтиёр Ихтияров (1963—1998, развод). Трое детей.